# Акула-монстр
«Акула-монстр» (итал. Rosso nell'oceano) — фильм ужасов итальянского режиссёра Ламберто Бава.

## Варианты названия
- «Акула — океан крови» (Shark Rosso nell’Oceano) — США
- «Кровавая акула в океане» (Red Shark in the Ocean)— США
- «Океан крови» (Red Ocean)— США
- «Дьявольская рыба» (Devil Fish)— США
- «Рыба-дьявол» (Devilfish) — США
- «Поглощенные волнами» (Devouring Waves)— США
- «Апокалипсис в кровавом океане» (Apocalypse dans l’ocean rouge) — Франция
- «Акула-Монстр» (Monster Shark) — Филиппины
- «Чудовище-акула» (Monster Shark) — СССР

## Сюжет
На побережье Флориды появляется гигантская акула. Тварь вечно голодна и размножается весьма своеобразным образом. Учёная Стелла Дикенс пытается разобраться, откуда эта особь взялась. Откуда ей было знать, что акула — продукт биологических экспериментов, затеянных военщиной…
Режиссёр Л. Бава указал в титрах свой псевдоним — Джон Олд (англ. John Old, Jr).

## В ролях
- Уильям Бергер — профессор Дональд Вест
- Джанни Гарко — шериф Гордон
- Валентина Монье — доктор Стелла Дикенс
- Майкл Сопкив — Питер
- Айрис Пейнадо— Сандра Хейес
- Лоренс Моргант — доктор Боб Хоган
- Чинция де Понти — Флоринда
- Пол Бранко — доктор Дэвис Баркер
- Дагмар Лассандер — Соня Вест

## Критическое восприятие
Журнал TV Guide назвал фильм «абсолютно дилетантским» и подверг критике неубедительно изображённое чудовище. Фильм активно рецензировался в немецких профильных изданиях. В частности, в рецензии Filmdienst отмечено, что «Акула-монстр» «представляет собой сплав приключенческого кино и фильма ужасов с криминальным элементом, акцент в котором смещён с темы ответственности исследователя за свою работу на инсценировку, основанную на поверхностно выглядящем действии». По мнению ресурса tierhorror.de, «те, кто отвечает за создание слегка трэшевых итальянских фильмов категории B, хорошо справились здесь со своей работой». В рецензии журнала «Cinema» фильм был назван «чем-то средним между мусором и невольным юмором».
Майкл Сопкив в своей рецензии объясняет недостатки фильма и негативные отзывы на него в прессе слишком маленьким бюджетом, отмечая при этом, что Ламберто Бава, с его точки зрения, — выдающийся режиссёр.